# On My Own (canción de Patti LaBelle y Michael McDonald)
«On My Own» (en español: «Por mí cuenta») es El título de balada interpretada por el duó de cantautores estadounidenses Patti LaBelle y Michael McDonald. Fue escrita y producida por Burt Bacharach y Carole Bayer Sager. La canción fue grabada para el octavo álbum de estudio de LaBelle, Winner in You (1986). La empresa discográfica MCA Records la lanzó el 3 de febrero de 1986 como el sencillo principal del álbum. 
Líricamente, la canción se basa en una relación que había llegado a su fin, con ambas partes separándose en un estado melancólico con la posibilidad ocasional de volver a estar juntos algún día.
Ambos artistas grabaron su parte de la canción en diferentes ciudades y luego se mezclaron en el estudio. El video, dirigido por Mick Haggerty, muestra a Patti LaBelle en Nueva York y a Michael McDonald en la costa oeste de los Estados Unidos utilizando el efecto de pantalla dividida.
Alcanzó el número uno en el Billboard Hot 100 durante tres semanas. La canción también alcanzó el puesto número uno en la lista Hot Black Singles durante cuatro semanas y el número dos en la lista Hot Adult Contemporary. En el Reino Unido, la canción llegó al número dos en la UK Singles Chart. Fue número 12 en Australia, número 20 en Austria y número 4 en Nueva Zelanda. 
En 1995 fue versionada por Reba McEntire  para su vigésimo álbum de estudio Starting Over.

## Posicionamiento en listas
| Lista (1986)                              | Máxima posición |
| ----------------------------------------- | --------------- |
| Australia (Kent Music Report)             | 12              |
| Austria (Ö3 Austria Top 40)               | 20              |
| Bélgica (Flandes) (Ultratop 50)           | 3               |
| Canadá (RPM Top Singles)                  | 1               |
| Estados Unidos (Billboard Hot 100)        | 1               |
| Estados Unidos (Adult Contemporary)       | 2               |
| Estados Unidos (Dance Singles Sales)      | 1               |
| Estados Unidos (Hot R&B/Hip-Hop Songs)    | 1               |
| Estados Unidos Top 100 Singles (Cash Box) | 1               |
| Irlanda (IRMA)                            | 1               |
| Nueva Zelanda (Recorded Music NZ)         | 4               |
| Países Bajos (Dutch Top 40)               | 2               |
| Reino Unido (UK Singles Chart)            | 2               |
| Países Bajos (Mega Single Top 100)        | 1               |
| Suecia (Sverigetopplistan)                | 15              |

### Sucesión en listas
| Predecesor: «Live to Tell» de Madonna | U.S. Billboard Hot 100 — Sencillo N°. 1 14 de junio de 1986 - 4 de julio de 1986 | Sucesor: «There'll Be Sad Songs (To Make You Cry)» de Billy Ocean |

| Predecesor: «Live to Tell» de Madonna | U.S. Cash Box Top 100 — Sencillo N°. 1 14 de junio de 1986 - 4 de julio de 1986 | Sucesor: «There'll Be Sad Songs (To Make You Cry)» de Billy Ocean |

| Predecesor: «I Have Learned to Respect the Power of Love» de Stephanie Mills | U.S. Billboard Hot Black Singles — Sencillo N°. 1 17 de mayo de 1986 - 13 de junio de 1986 | Sucesor: «Nasty» de Janet Jackson |